# Halsausschnitt
Ein Halsausschnitt ist die obere Kante eines Kleidungsstücks, welches den Hals, im Speziellen in der Vorderansicht, umgibt.

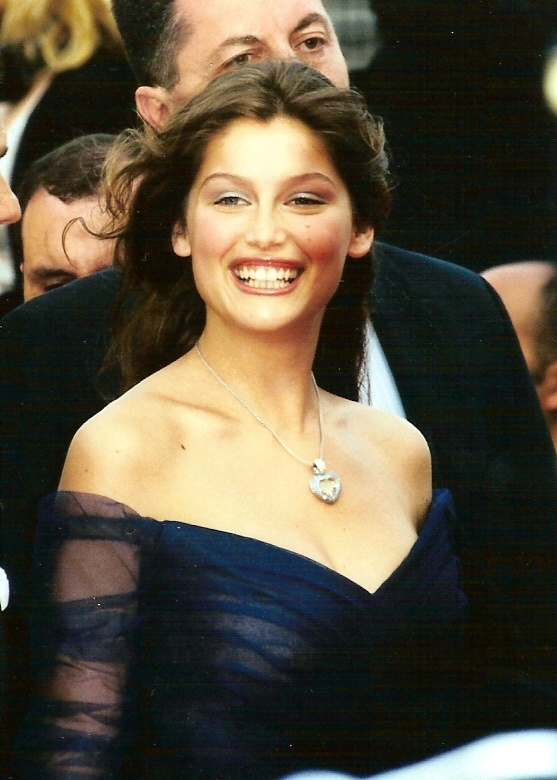
Laetitia Casta mit einem herzförmigen Carmen-Ausschnitt
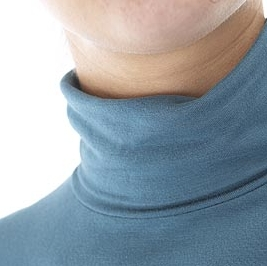
Rollkragen
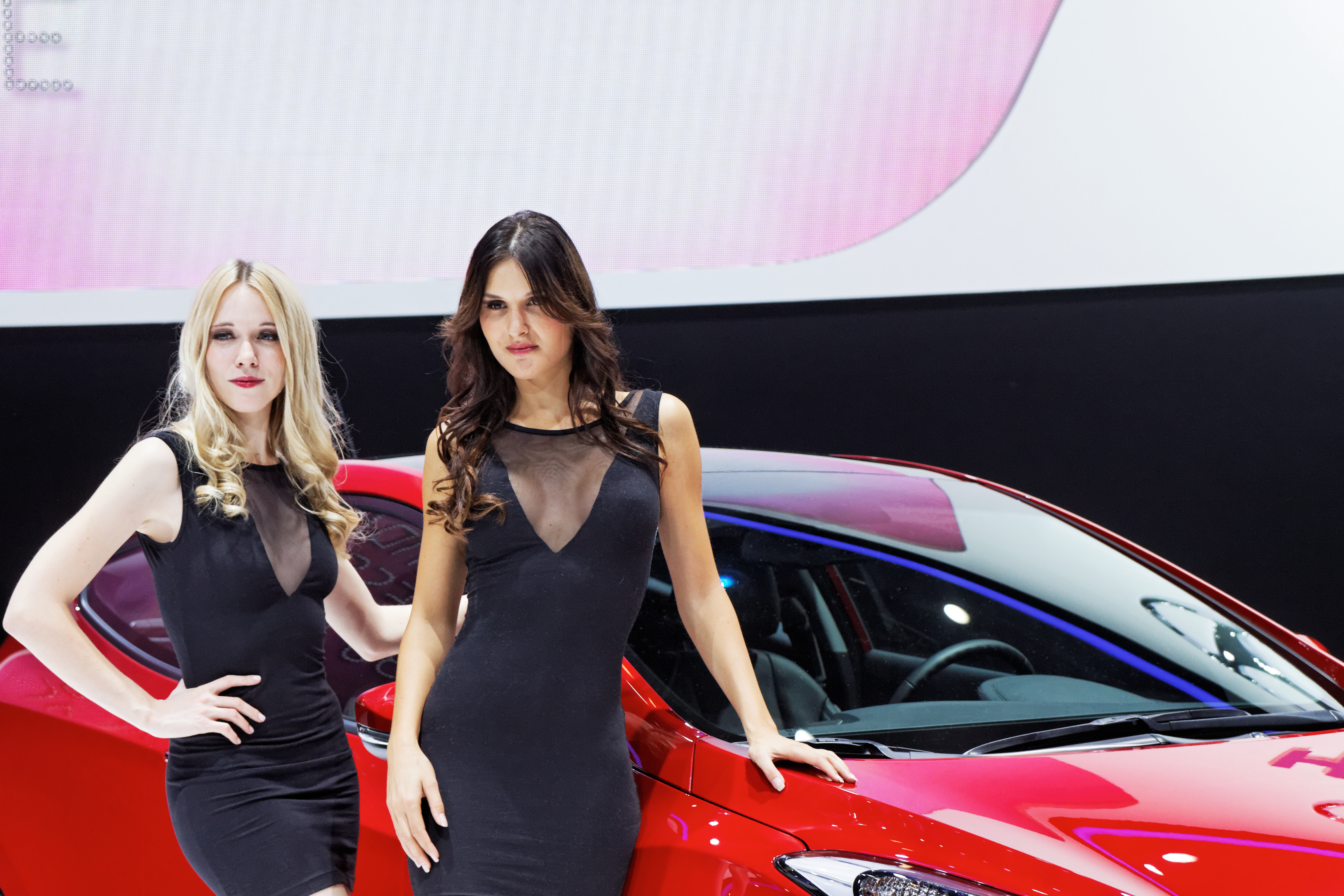
Deep V mit transparentem Einsatz

## Arten von Halsausschnitten
Es gibt verschiedene Arten von Halsausschnitten. Dazu gehören:
- Rollkragen
- Stehkragen
- Rundhalsausschnitt
- V-Ausschnitt
- Carmen-Ausschnitt
- Karree-Ausschnitt, vom französischen Wort carré, das Quadrat bedeutet
- Deep V
- U-Boot-Ausschnitt
- Neckholder
- Wasserfallausschnitt
- Tropfenausschnitt
- Herzchenausschnitt, das sich aus der Einarbeitung eines Büstenhalters ergibt

### Halsausschnitte, die keine spezielle Bezeichnung besitzen
Dies sind z. B. die Oberkante eines Schlauchkleides oder Tops wie auch geradlinige Bandeaus.